# Danau Talang
Danau Talang är en sjö i Indonesien.   Den ligger i provinsen Sumatera Barat, i den västra delen av landet, 900 km nordväst om huvudstaden Jakarta. Danau Talang ligger 1 661 meter över havet. Arean är 0,94 kvadratkilometer. Den ligger vid sjön Danau Dibaruh.I omgivningarna runt Danau Talang växer i huvudsak städsegrön lövskog. Den sträcker sig 1,1 kilometer i nord-sydlig riktning, och 1,4 kilometer i öst-västlig riktning.